# Så mycket bättre (säsong 10)
Den tionde säsongen av Så mycket bättre var en jubileumsversion med gamla deltagare under namnet Så mycket bättre – andra sommaren. Programmet sändes på TV4 hösten 2019 och spelades åter in på pensionatet Grå Gåsen som är beläget i Burgsvik på södra Gotland.

## Medverkande
De tidigare säsongernas upplägg, där sju artister turas om med att tolka varandra, hade förändrats. Ingen hade en egen dag så som det har varit i de föregående säsongerna. I stället var Miss Li, Magnus Uggla och Petter med i alla åtta program, medan övriga gästartister medverkade i olika avsnitt. De övriga återvändande artistnamnen var Carola, Danny Saucedo, Ebbot Lundberg, Jill Johnson, Little Jinder, Magnus Carlson, Niklas Strömstedt, Orup, Petra Marklund, Timbuktu och Titiyo. Dessutom skulle Sven-Bertil Taube ha medverkat, men på grund av hälsoskäl fick han ställa in sin medverkan.
Orup, Timbuktu och Titiyo var med i fyra av åtta program, medan Carola Häggkvist, Danny Saucedo, Ebbot Lundberg, Petra Marklund och Niklas Strömstedt medverkade i tre program, medan Jill Johnson, Magnus Carlson och Josefine "Little" Jinder medverkade i två program.

### Medverkande per program
| Miss Li           | 8 av 8 | 8 av 8 | 8 av 8 | 8 av 8 | 8 av 8 | 8 av 8 | 8 av 8 | 8 av 8 |  |  |
| Magnus Uggla      | 8 av 8 | 8 av 8 | 8 av 8 | 8 av 8 | 8 av 8 | 8 av 8 | 8 av 8 | 8 av 8 |  |  |
| Petter            | 8 av 8 | 8 av 8 | 8 av 8 | 8 av 8 | 8 av 8 | 8 av 8 | 8 av 8 | 8 av 8 |  |  |
| Jill Johnsson     | 2 av 8 | 2 av 8 |        |        |        |        |        |        |  |  |
| Petra Marklund    | 3 av 8 | 3 av 8 | 3 av 8 |        |        |        |        |        |  |  |
| Orup              | 4 av 8 | 4 av 8 | 4 av 8 | 4 av 8 |        |        |        |        |  |  |
| Timbuktu          | 4 av 8 | 4 av 8 | 4 av 8 | 4 av 8 |        |        |        |        |  |  |
| Titiyo            |        |        | 4 av 8 | 4 av 8 | 4 av 8 |        |        |        |  |  |
| Danny Saucedo     |        |        |        | 3 av 8 | 3 av 8 | 3 av 8 |        |        |  |  |
| Niklas Strömstedt |        |        |        | 3 av 8 | 3 av 8 | 3 av 8 |        |        |  |  |
| Carola            |        |        |        |        | 3 av 8 | 3 av 8 | 3 av 8 |        |  |  |
| Ebbot Lundberg    |        |        |        |        |        | 3 av 8 | 3 av 8 | 3 av 8 |  |  |
| Little Jinder     |        |        |        |        |        |        | 2 av 8 | 2 av 8 |  |  |
| Magnus Carlson    |        |        |        |        |        |        | 2 av 8 | 2 av 8 |  |  |

## Avsnitt

### Avsnitt 1
- Jill Johnson - "Aqualung" (Miss Lis låt)[4]
- Petra Marklund - "Som isarna" (Orups låt)[5]
- Petter - "Kung för en dag" (Magnus Ugglas låt)[6]
- Magnus Uggla - "Det går bra nu" (Petters låt)[7]
- Orup - "Kommer du ihåg mig än" (Egen version av Jill Johnsons låt "I will never let you know")[8]
- Miss Li - "Lev nu dö sen" (Petters låt)[9]

Timbuktu deltog vid middagen, men framförde ingen låt.

### Avsnitt 2
- Orup - "Händerna mot himlen" (Petra Marklunds låt)[10]
- Petra Marklund - "Broarna som bär oss över" (Timbuktus låt)[11]
- Miss Li - "Until it all ends" (Jill Johnsons låt)[12]
- Timbuktu - "Bourgeois Shangri-La" (Miss Lis låt)[13]
- Jill Johnson - "Are you ready?" (Egen version av Orups låt "Är du redo?")[14]
- Petter feat. Tjuvjakt - "Stockholm" (Orups låt)[15]

Magnus Uggla medverkade i avsnittet, men framförde ingen låt.

### Avsnitt 3
- Magnus Uggla - "Nacka" (Egen version av Titiyos låt "Solna")[16]
- Miss Li - "Everything is all right" (Engelsk version av Timbuktus låt "Allt Grönt")[17]
- Petter feat. Linnea Henriksson - "Sanningen" (Petra Marklunds låt)[18]
- Petra Marklund - "Rosa moln" (Egen version av Titiyos låt "Drottningen är tillbaka")[19]
- Orup - "Hallå" (Magnus Ugglas låt)[20]
- Timbuktu feat. Eye N' I - "Början på allt" (Petters låt)[21]

Titiyo medverkade i avsnittet, men framförde ingen låt.

### Avsnitt 4
- Timbuktu - "Regn hos mej" (Orups låt låt)[22]
- Titiyo - "Soptippsvärld" (Petters låt)[23]
- Miss Li - "Då börjar fåglar sjunga" (Egen version av GES låt "Stanna världen en stund")[24]
- E.M.D. - "Hon är min" (GES låt)[25]
- GES - "När jag var han" (Egen, svensk version av Dannys låt "In the club")[26]

Magnus Uggla och Petter medverkade i avsnittet, men framförde ingen låt.

### Avsnitt 5
- Danny Saucedo - "Du vet att jag gråter" (Petters låt)[27]
- Niklas Strömstedt - "Jag kan gilla" (Egen version av Magnus Ugglas låt "Jag mår illa")[28]
- Petter - "Jag lovar" (Titiyos låt)[29]
- Magnus Uggla - "På egna ben" (Carolas låt)[30]
- Titiyo - "Evighet" (Carolas låt)[31]
- Carola - "The day I die (I want you to celebrate)" (Miss Lis låt)[32]

Miss Li medverkade i avsnittet, men framförde ingen låt.

### Avsnitt 6
- Carola - "You are the beginning" (Ebbots låt)[33]
- Ebbot - "När löven faller" (Carolas låt)[34]
- Magnus Uggla - "Oslagbara" (Niklas Strömstedts låt)[35]
- Niklas Strömstedt - "Jenny vill du ha mig" (Svensk version av E.M.D.s låt "Jennie let me love you")[36]
- Danny Saucedo - "De ba livet" (Egen version av Niklas Strömstedts låt "Sånt är livet")[37]
- Niklas Strömstedt - "Det lyckliga slutet" (Svensk version av Miss Lis låt "I finally found it")[38]
- Miss Li - "Kaffe och en cigarett" (Olle Ljungströms låt)[39]

Petter medverkade i avsnittet, men framförde ingen låt.

### Avsnitt 7
- Carola - "Brevet från Lillan" (Taubes låt)[40]
- Petter - "Bonfire" (Svensk version av Miss Lis låt)[41]
- Miss Li - "Second life replay" (Ebbots låt)[42]
- Ebbot - "Whatever 4ever" (Little Jinders låt)[43]
- Magnus Carlson - "Don't stop believing" (Miss Lis låt)[44]
- Little Jinder - "Säg mig var du står" (Carolas låt)[45]

Magnus Uggla medverkade i avsnittet, men framförde ingen låt.

### Avsnitt 8
- Magnus Carlson - "Änglamark" (Sven-Bertil Taubes låt)[46]
- Little Jinder - "The Passover" (Ebbots låt)[47]
- Magnus Uggla - "Goldwing" (Little Jinders låt)[48]
- Så mycket bättre-ensemblen (inklusive Titiyo, Petter, Miss Li, Magnus Carlson, Ebbot och Little Jinder) - "Världen är din" (Magnus Ugglas låt)[49]
- Ebbot - "På turne" (Magnus Ugglas låt)[50]
- Petter - "Jag skiter" (Magnus Ugglas låt)[51]
- Magnus Uggla - "Vittring" (Magnus Ugglas egen låt)[52]

Titiyo återvände till programmet för att delta vid firandet av Magnus Ugglas 65-årsdag under middagen.

## Tittarsiffror
| Avsnitt | Datum            | Tittarsiffror |
| ------- | ---------------- | ------------- |
| 1       | 19 oktober 2019  | 1 862 000     |
| 2       | 26 oktober 2019  | 1 591 000     |
| 3       | 2 november 2019  | 1 472 000     |
| 4       | 9 november 2019  | 1 461 000     |
| 5       | 16 november 2019 | 1 618 000     |
| 6       | 23 november 2019 | 1 560 000     |
| 7       | 30 november 2019 | 1 547 000     |
| 8       | 7 december 2019  | 1 534 000     |

## Listplaceringar
| Artist            | Låt                                       | Topp-placering | Topp-placering    | Topp-placering |
| Artist            | Låt                                       | Svensktoppen   | Sverigetopplistan |                |
| ----------------- | ----------------------------------------- | -------------- | ----------------- | -------------- |
| Carola            | "The Day I Die (I Want You To Celebrate)" | —              | 96                |                |
| Danny Saucedo     | "De ba livet"                             | —              | 82                |                |
| Danny Saucedo     | "Du vet att jag gråter"                   | —              | 56                |                |
| E.M.D.            | "Hon är min"                              | 7              | 21                |                |
| GES               | "När jag var han"                         | —              | 30                |                |
| Little Jinder     | "Säg mig var du står"                     | —              | 61                |                |
| Magnus Uggla      | "Det går bra nu"                          | 5              | 32                |                |
| Magnus Uggla      | "Nacka (Omåttligt kära)"                  | —              | 97                |                |
| Magnus Uggla      | "Oslagbara"                               | —              | 62                |                |
| Magnus Uggla      | "På egna ben"                             | —              | 31                |                |
| Miss Li           | "Då börjar fåglar sjunga"                 | —              | 19                |                |
| Miss Li           | "Everything's Alright"                    | —              | 61                |                |
| Miss Li           | "Kaffe och en cigarett"                   | —              | 46                |                |
| Miss Li           | "Lev nu dö sen"                           | 1              | 1                 |                |
| Miss Li           | "Until It All Ends"                       | —              | 69                |                |
| Niklas Strömstedt | "Jag kan gilla"                           | —              | 52                |                |
| Orup              | "Kommer du ihåg mej än"                   | —              | 93                |                |
| Petter            | "Jag lovar"                               | —              | 29                |                |
| Petter            | "Kung för en dag"                         | —              | 23                |                |
| Petter            | "Sanningen" (feat. Linnea Henriksson)     | —              | 31                |                |
| Petter            | "Stockholm" (feat. Tjuvjakt)              | —              | 42                |                |
| Petra Marklund    | "Broarna som bär oss"                     | —              | 95                |                |
| Petra Marklund    | "Rosa moln"                               | —              | 82                |                |
| Petra Marklund    | "Som isarna"                              | —              | 54                |                |
| Timbuktu          | "Bourgeois Shangri-La"                    | —              | 54                |                |
| Timbuktu          | "Början på allt" (feat. Eye N' I)         | —              | 38                |                |
| Timbuktu          | "Regn hos mig"                            | —              | 65                |                |
| Titiyo            | "Evighet"                                 | —              | 100               |                |
| Titiyo            | "Soptippsvärld"                           | —              | 63                |                |